# 佐阿 (印第安納州)
佐阿（英語：Zoar）是位於美國印地安納州杜波伊斯縣的一個非建制地區。該地的面積和人口皆未知。